# قضية البجع (فلم)
قضية البجع  فيلم إثارة-قانونية أُصدر عام 1993، الفيلم مقتبس عن رواية قضية البجع من تأليف جون غريشام. الفيلم من بطولة جوليا روبرتس ودنزل واشنطن. الموسيقى في الفيلم من تأليف جيمس هورنر.

## الحبكة
يبدأ الفيلم باغتيال اثنين من قضاة المحكمة العليا للولايات المتحدة على يد القاتل المأجور والإرهابي خاميل (ستانلي توكسي)، الذي يقوم بقتل القاضي الليبراليّ روزينبيرغ في بيته، والقاضي المحافظ جنسن في السينما. عند انتشار خبر اغتيالهم، يدهش الشعب، كما وتعجز السلطات، من ضمنها مكتب التحقيقات الفيدرالي عن ايجاد أي دليل الذي يقود للقاتل.
تحلل داربي شو (جوليا روبرتس)، وهي طالبة حقوق في الجامعة، أنه من الممكن وجود صلة بين القاضيين، وتقرر أن تبحث في سجلّاتهم وقضاياهم، مشكه أن الدافع وراء قتلهما قد يكون طمع، وليس سياسة. تكتب داربي في ملف أنه يوجد للقاضيين الذين قتلوا تاريخ من الدعم للمحافظة على البيئة، وهو الرأي المشترك الوحيد بينهما. كما ويوجه ملفها اصابع الاتهام لبعض الأشخاص.
تري داربي الملف، الذي يصبح معروف باسم 'ملف البجع'، للبروفيسور المرتبط معها عاطفياً، توماس كالاهان، الذي يريه لصديقه في واشنطن، غافين فيرهيك، وهو محام يعمل لمكتب التحقيقات الفيدرالي. يقوم شخص ما بقتل البروفيسور، كما ويهاجم شخص مجهول داربي التي تدرك أن ملفها كان دقيق في الاتهامات، لذا تقوم بالاختباء.
في هذه الأثناء يتلقى الصحافي السياسي غراي غرانثام (دنزل واشنطن) المقيم في واشنطن، اتصال من شخص مجهول يدعو نفسه «غارسيا» الذي يزعم وجود معلومات معه حول عمليات الاغتيال التي وجدها بالصدفة في مكان عمله. يتمكن غرانثام من التقاط صورة لغارسيا ولكن يعجز عن التعرف عليه. يختفي «غارسيا» بعد ذلك. تقوم داربي بالاتصال لغرانثام وتذكر ملف البجع; بالرغم من شكوكه الأولية، يكتشف غرانثام أن المعلومات المحددة التي تحدثت عنها داربي معه على الهاتف صحيحة.
تجد داربي صديقتها التي تقول لها أن شخص ما دخل شقتها وقد قام بأخذ ملفات واقراص الحاسوب. بعد ذلك الشخص الذي هاجم داربي يجدها مرة أخرى ويقوم باللحاق بها، ولكن تتمكن داربي من الفرار. تتصل داربي بفيرهيك ويخططان على الالتقاء في مكان عام. يقوم خاميل بقتل فيرهيك في شقته فبل أن يتمكن من ملاقاة داربي، يقوم خاميل بالتنكر كفيرهيك لملاقاتها ولكن قبل أن يتمكن من قتل داربي، يقوم شخص ما بإطلاق الرصاص عليه وقتله، تهرب داربي بعد ذلك.
تتصل داربي بغرانثام مرة أخرى وتوافق على ملاقاته في نيويورك. هناك تقوم بالكشف عن تفاصيل ملفها.
الملف يفترض أن عمليات الاغتيال تمت بأمر من فيكتور ماتيس، وهو رجل أعمال غني يعمل بالنفط، الذي يريد الحفر من أجل النفط في مستنقعات لويزيانا وهي موطن مهم لنوع مهدد بالانقراض من البجع. وقد قام هذا الرجل بالتقدم للمحكمة من أجل أن ينال الحقوق للولوج إلى الأرض. وكما ويوجد له أعمال مشتركة مع رئيس الدولة. أراد ماتيس أن يرجح القضية لصالحه بواسطة قتل القاضيين (بسبب دعمهم للمحافظة على البيئة)، وبالتالي يكون الرئيس باستطاعته تعيين قضاة جدد المحبذين للحكم لصالح صديقه.
يقول لها غرانثام عن «غارسيا» ويكتشف الاثنان أن اسمه الحقيقي هو كورتيس مورغان، وهو محام في شركة حقوق.
تذهب داربي إلى شركة الحقوق التي عمل بها غارسيا، متظاهرة أنها على موعد مع كورتيس مورغان. تكتشف داربي أن شخص ما قد قتل كورتيس قبل أسبوع. تشك داربي أن الادلة التي وجدها كورتيس هي سبب مقتله. تقوم هي وغرانثام بزيارة ارملته التي تعطيهم مفتاح لخزنته، يقوم الاثنان بإحضار الادلة من الخزنة والهرب بعد مطاردة إلى بناية الصحيفة التي يعمل بها غرانثام، ويقوموا بفحص ادلة مورغان: ملفات وشريط فيديو. يحوي الشريط على شهادة من مورغان التي تؤكد أن ماتيس قام باغتيال القاضيي، والملفات هي مذكرة التي تؤكد على ذلك. يقوم غرانثام بكتابة القصة في الصحيفة. كما ويقوموا بإعلام مكتب التحقيقات الفيدرالي، يقول لهم رئيس المكتب أن عملائه كانوا يحققوا وراء ماتيس وقاموا بقتل خاميل عندما أراد قتل داربي.
ينتهي الفيلم بخروج داربي من البلاد لجزيرة في الكاريبي.

## طاقم التمثيل
- جوليا روبرتس - داربي شو؛ طالبة جامعية ومؤلفة الملف
- دنزل واشنطن - غراي غرانثام؛ الصحافي
- ستانلي توكسي - خاميل «سام»؛ قاتل مأجور
- سام شيبارد - توماس كالاهان؛ بروفيسور جامعة، مرتبط عاطفياً مع داربي
- جون هيرد - غافين فيرهيك
- توني غولدوين - فليتشر كول
- جون ليثغو - سميث كين؛ رئيس غراي غرانثام
- سينثيا نيكسون - اليس ستارك
- وليام أثرتون - بوب جمينسكي
- هوم كرونين - روزينبيرغ
- روبرت كولب - الرئيس
- كريستوفر موراي - روبرت
- جيك ويبر - كورتيس مورغان / جارسيا
- ستانلي أندرسون - ادوين سنيلير

## ايرادات شباك التذاكر
جمع الفيلم $195,268,056.